# Anthology (альбом)
Anthology — двойной ретроспективный альбом британской готической группы Nosferatu, выпущенный 26 мая 2006 года лейблом Pandaimonium Records.

## Об альбоме
В компиляцию вошли как наиболее известные песни коллектива, так и ремиксы, а также редкие версии отдельных композиций. Anthology стал первым диском Nosferatu, который был официально издан в России (региональной дистрибуцией занимался лейбл Gravitator Records, в июле 2006 года переиздавший сборник по эксклюзивной лицензии). В поддержку компиляции музыканты впервые дали концерт в Москве.

## Отзывы критиков
Известный критик Томас Тиссен из журнала Sonic Seducer в своей рецензии назвал Anthology одной из важных вех в истории Nosferatu и «действительно отличной компиляцией действительно отличной группы», на которой собраны по-настоящему яркие композиции; единственным недостатком диска, по мнению Тиссена, является отсутствие в трек-листе таких «старых фаворитов», как песни «Vampyres Cry» и «The Wiccaman».
Курт Ингельс, критик из веб-журнала Dark Entries, также положительно оценил сборник, отметив, что музыкантам удалось собрать на двух CD наиболее удачные и характерные композиции, которые хорошо передают общее настроение их творчества.

## Список композиций

### CD 1
1. «Close» — 6:44
2. «Inside the Devil» — 5:08
3. «Alone» — 5:01
4. «Arabian Heat» — 4:09
5. «Dark Angel» — 5:33
6. «Rise» — 4:32
7. «Lucy Is Red» — 5:03
8. «Lament» — 5:03
9. «Crystal Ring» — 5:26
10. «Her Heaven» — 5:27
11. «Abominations» — 5:02
12. «Crysania» — 5:46
13. «Pictures of Betrayal» — 6:04
14. «Somebody Put Something in My Drink (The Main Mix)» — 3:14

### CD 2
1. «Witching Hour» — 6:25
2. «Torturous» — 4:36
3. «The Night Is Young (Manic Mix)» — 5:10
4. «Lucifer Rising (Part 2)» — 6:22
5. «Darkness Brings» — 7:07
6. «Ascension» — 5:19
7. «Uninvited Guest (No Other Medicine)» — 4:56
8. «The Gauntlet (Demon Seed Mix)» — 4:28
9. «Graveyard Shift» — 6:21
10. «Invocation» — 6:21
11. «The Haunting» — 3:45